# おのみち文学の館
おのみち文学の館（おのみちぶんがくのやかた）は、広島県尾道市の千光寺山中腹にあった尾道市立の文学館。「文学記念室」、「中村憲吉旧居」、「志賀直哉旧居」とその建物南側に記念碑がたつ「尾道市文学公園」の4つの施設からなっていた。
現在は尾道文学公園となっている｡

## 概要
尾道は旧来より港町・商業・工業都市として栄え、財をなしたものや文人墨客が市街地北の風光明媚なこの場所に居を構えることもあった。
市はその中の一つである志賀直哉旧居を買い取り、その南側に「文学公園」を整備し、「文学記念室」として公開した。そのときは林芙美子の資料展示や書斎を再現、大林宣彦の尾道ロケ写真などを展示していた。志賀旧居なのに志賀以外の資料が展示されていたことに、一部から批判もされたようである。その後、「中村憲吉旧居」も同様に整備された。
1998年に尾道市制100周年、翌1999年に西瀬戸自動車道（しまなみ海道）開通を機に、「まちごと芸術・文化館構想」事業が推進された。市はその事業の一つとして、それまで混在していた資料を再整理し、文学記念室を本来の「志賀直哉旧居」として志賀のみの資料室とし、さらに尾道ゆかりの作家の発掘・伝承作業を行い福井邸を新たな文学記念室として公開した。
それら4つの施設を一つにまとめ、1999年3月に「おのみち文学の館」として再開館した。
展示されている資料の他に、日本百景にも選ばれているこの地から絶景を楽しむことができる。周辺には映画ロケ地（特に大林の尾道三部作）が点在している。

## 文学記念室
東土堂町13-28（北緯34度24分33秒 東経133度11分57秒 / 北緯34.40917度 東経133.19917度）。

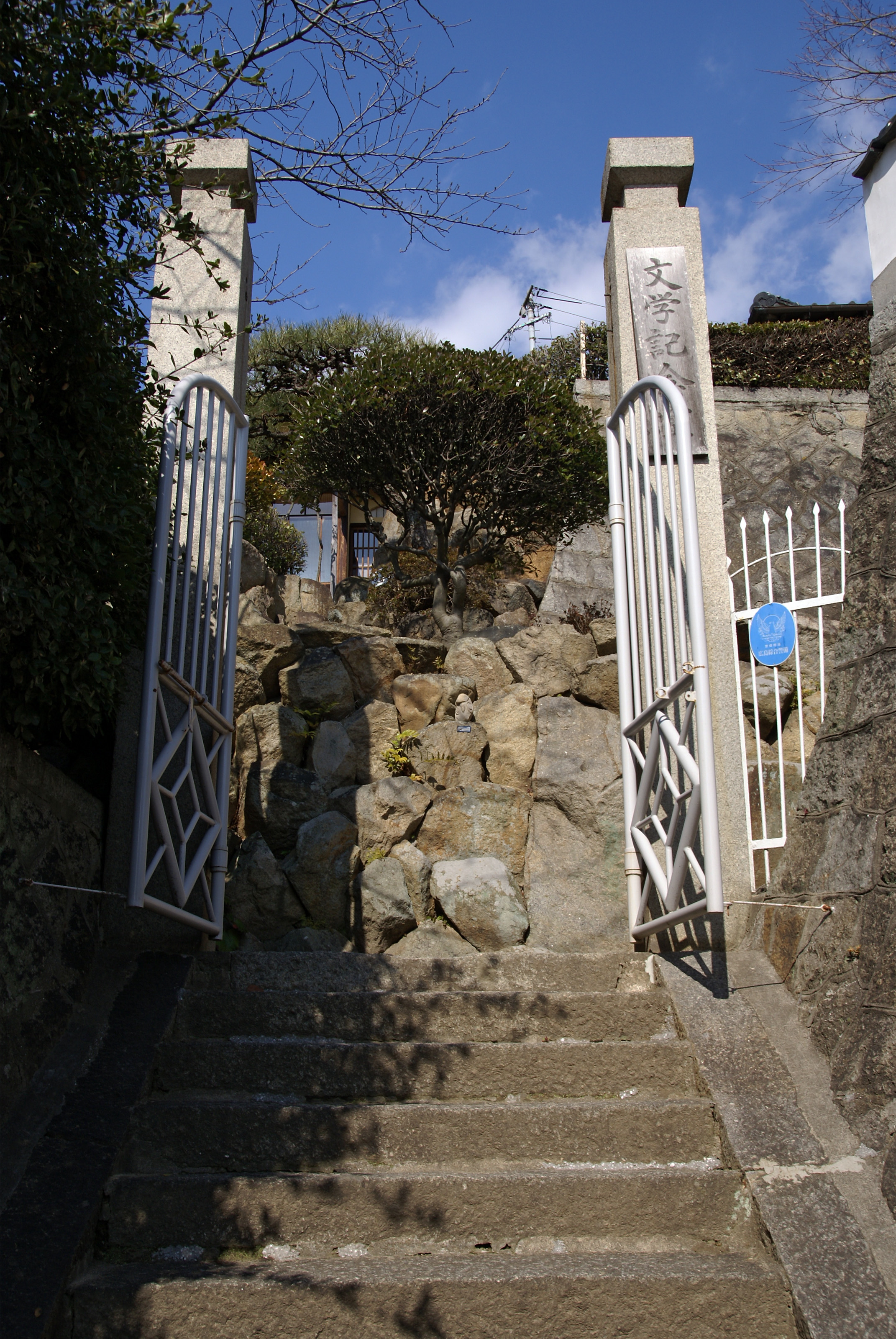
文学記念室

元々は地元企業役員の福井邸。庭付きの木造平屋建、桟瓦葺で数寄屋造りの建物で、東棟・西棟・茶室からなり、いくつかの部屋では当初から茶会ができるように設計されている。1912年（大正元年）に東棟、1927年（昭和2年）に西棟、1928年（昭和3年）に茶室と増改築を行い現在の形となった。福井家の希望により、1998年に市が建物並びに庭園を整備し、文学記念室として公開した。
尾道ゆかりの作家である林芙美子・高垣眸・横山美智子・行友李風、歌人である中村憲吉・山下陸奥・麻生路郎の愛用品や書簡、直筆原稿等を展示している。特に、林芙美子については東京の家にあった書斎が再現されている。中村憲吉の遺作も展示している。
ちなみにこの建物は、映画「太陽は泣かない」（1976年飯塚二郎）「あの、夏の日」（1998年大林宣彦）のロケ地でもある。
2004年9月10日、旧福井家住宅（尾道市文学記念室）主屋・茶室・土蔵として、国の登録有形文化財に登録された。

## 志賀直哉旧居
東土堂町8-28（北緯34度24分31秒 東経133度11分57秒 / 北緯34.40861度 東経133.19917度）。

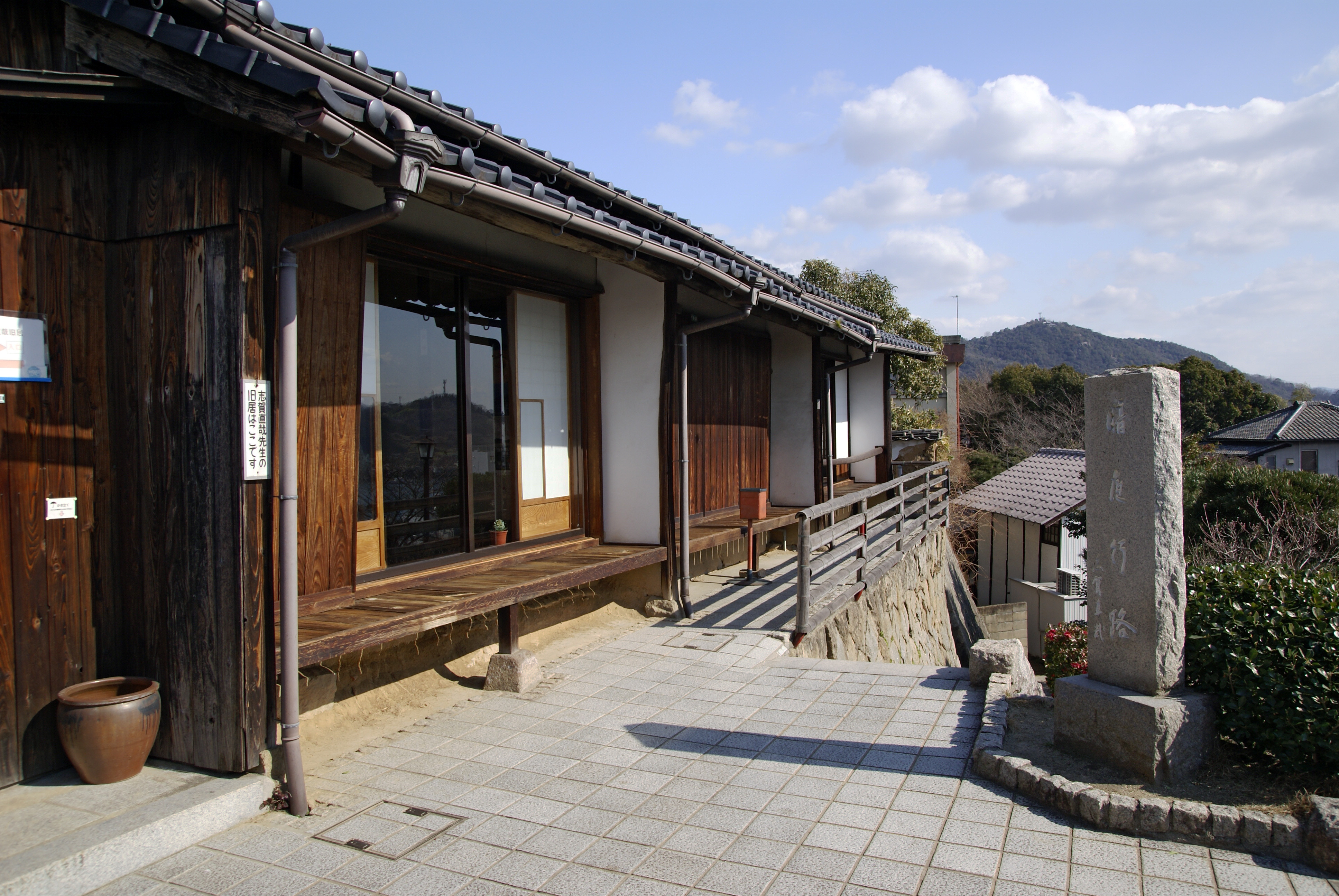
志賀直哉旧居と暗夜行路石碑

志賀直哉は1912年（大正元年）11月、白樺のありかたへの疑問と父との不和から東京を離れ、友人がほめていたというこの地に移住。6畳3畳の2部屋と土間の台所だけの平屋の三軒棟割長屋で、ここで代表作・暗夜行路の構想を練り起稿した。ちなみに、暖をとるためにガス会社からストーブを借りていたが、そのガス使用量は尾道中で2番目であったという。その後1914年（大正3年）中ごろまで在住した。
おのみち文学の館として整備される前は、ここが文学記念室として林芙美子の書斎や資料、大林宣彦の尾道ロケ写真などを展示していた。のちに林のものは新しい文学記念室に移り大林のものはなくなって、現在では志賀のみの資料を展示している。
一軒目（写真手前にあたる）と二軒目が受付および展示場、三軒目に志賀が住んだ当時の部屋の様子が再現されている。南側の縁側から景色を楽しめる。
文学公園はこのすぐ南側にあり、文学の館を整備された経緯が記載された記念碑などがたっている。

## 中村憲吉旧居
東土堂町15-10（北緯34度24分36秒 東経133度11分57秒 / 北緯34.41000度 東経133.19917度）。

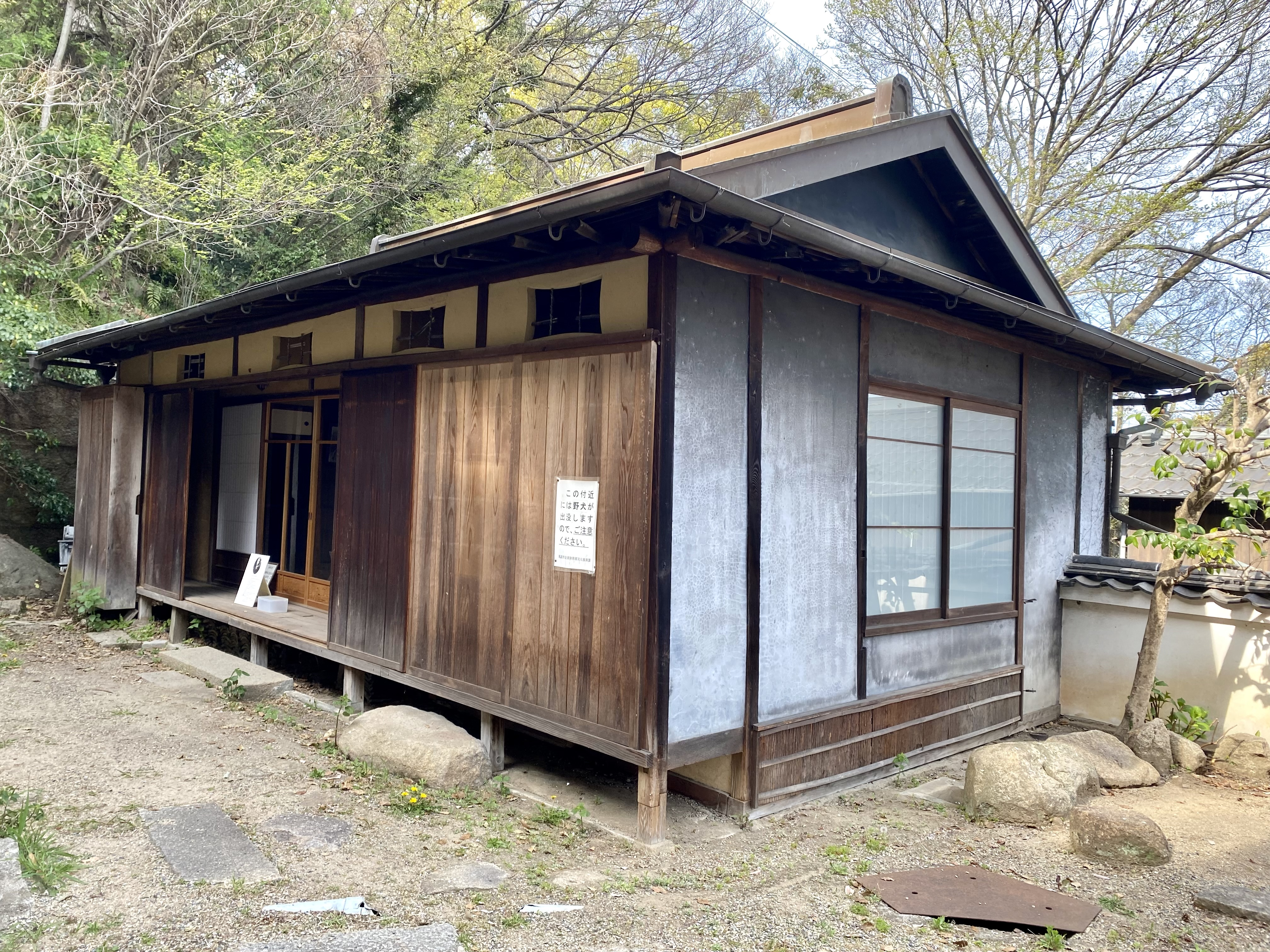
中村憲吉旧居

中村憲吉は1933年（昭和8年）12月25日に病気療養のためにこの地を訪れ、1934年（昭和9年）5月5日に亡くなった。斎藤茂吉をはじめとする多くの文人たちが見舞いに訪れたといわれている。
ここでは他の施設と違い、離れの建物のみ見学できる。中村の資料などは文学記念室の方で展示されている。ちなみに、他の施設から少し離れたところにある。
前には文学碑が立ち、そこから「文学のこみち」へと続いている。

## 閉鎖
- 近年入場者数の減少で、文学記念室と志賀直哉旧居が2020年3月末で閉館。市議会の議決を経て、所有者に返還。中村旧居と公園は引き続き活用する[1]。

## 交通
- JR山陽本線尾道駅から
  - 徒歩で10分
  - おのみちバス「渡し場」バス停下車、徒歩5分